# Jonathan Valin
Pour les articles homonymes, voir Valin.
Jonathan Valin, né le 23 novembre 1947 à Cincinnati dans l’Ohio, est un écrivain américain de roman policier.

## Biographie
Études à l’université de Chicago, puis à l’université de Saint-Louis. Il exerce plusieurs métiers (chauffeur de taxi, vendeur, assistant social, employé…) avant de se consacrer à l’écriture. Il publie son premier roman intitulé The Lime Pit (L’Enfuie enfouie) en 1980, premier d’une série de onze titres consacrés aux aventures d’Harry Stoner (parfois orthographié Harold Stoner en français), un détective privé de Cincinnati. Six de ses titres ont été traduits à la Série noire.  Jonathan Valin devient pendant cette période professeur en création littéraire à l’université de Chicago. Après la parution du onzième tome de la série, publié en 1995, il décide de faire une pause et stoppe l’écriture de romans. Il travaille désormais comme journaliste, éditeur et critique musical.

## Œuvre

### Série Harry Stoner
- The Lime Pit (1980) Publié en français sous le titre L’Enfuie enfouie, traduction de Madeleine Charvet, Paris, Gallimard, Série noire no 1812, 1981.
- Final Notice (1980) Publié en français sous le titre La Louve à deux pattes, traduction de Madeleine Charvet, Paris, Gallimard, Série noire no 1837, 1981.
- Dead Letter (1981)
- Day of Wrath (1982)
- Natural Causes (1983) Publié en français sous le titre Autopsie d’un menteur, traduction de France-Marie Watkins, Paris, Gallimard, Série noire no 1943, 1983.
- Life's Work (1986) Publié en français sous le titre Vous parlez d’un métier !, traduction de Paul Kinnet, Paris, Gallimard, Série noire no 2100, 1987.
- Fire Lake (1987) Publié en français sous le titre Le Lac de feu, traduction de Michel Deutsch, Paris, Gallimard, Série noire no 2141, 1988.
- Extenuating Circumstances (1989)
- Second Chance (1991)
- The Music Lovers (1993)
- Missing (1995) Publié en français sous le titre Porté disparue, traduction d’Emmanuel Jouanne, Paris, Gallimard, Série noire no 2672, 2002.

## Filmographie

### Comme auteur adapté
- 1989 : Mutilations (Final Notice) de Steven Hilliard Stern, d’après le roman éponyme, avec Gil Gerard et Melody Anderson.

## Prix et distinctions notables
- Prix Shamus : Best P. I. Hardcover Novel en 1990 pour Extenuating Circumstances.

## Sources
- Claude Mesplède (dir.), Dictionnaire des littératures policières, vol. 2 : J - Z, Nantes, Joseph K, coll. « Temps noir », 2007, 1086 p. (ISBN 978-2-910-68645-1, OCLC 315873361), p. 929.
- Claude Mesplède  et   Jean-Jacques Schleret (Éd. rév. de: SN, voyage au bout de la Noire), Les auteurs de la Série noire, 1945-1995, Nantes, Joseph K, coll. « Temps noir », 1996, 627 p. (ISBN 978-2-910-68611-6, OCLC 300207570), p. 464-465.